# 28592 O'Leary
28592 O'Leary este un asteroid din centura principală de asteroizi.

## Descriere
28592 O'Leary este un asteroid din centura principală de asteroizi. A fost descoperit pe 11 martie 2000 la Socorro, New Mexico, în cadrul proiectului LINEAR. Asteroidul prezintă o orbită caracterizată de o semiaxă mare de 2,52 ua, o excentricitate de 0,15 și o înclinație de 2,3° în raport cu ecliptica.